# جوديث أليس كلارك
جوديث أليس كلارك (بالإنجليزية: Judith Alice Clark)‏ هي ناشطة سياسية أمريكية، ولدت في 23 نوفمبر 1949.